# Amauropelma leo
Amauropelma leo là một loài nhện trong họ Ctenidae.
Loài này thuộc chi Amauropelma. Amauropelma leo được miêu tả năm 2001 bởi Raven & Stumkat.